# Успадкування набутих ознак
Успадкування набутих ознак — процес успадкування живими організмами змін у фенотипі, що виникають у організмі на якійсь стадії його індивідуального розвитку під впливом зовнішніх факторів.

## Історія
У XIX столітті механізми спадковості були невідомі, тому без будь-якого експериментального підтвердження a priori вважалося, що зміни зовнішнього вигляду рослин і тварин, а також їхньої фізіології, які виникли за життя особини, здатні бути переданими нащадкам. Часто цей гіпотетичний механізм пов'язують з ім'ям французького натураліста Ламарка, хоча у своїй теорії еволюції він лишив цьому фактору лише вторинну роль та обмежив успадкування лише «фізіологічними змінами» на противагу травмам, інфекційним пухлинам тощо. У різних формах успадкування набутих ознак у власних теоріях використовували Жоффруа Сент-Ілер, Дарвін та інші дослідники.
На початку XX століття досліди Вейсмана поставили під сумнів можливість успадкування набутих ознак. Втім низка дослідників продовжували пошук прикладів такого механізму. Французький біолог Пауль Камерер заявив про фіксацію такого випадку спадкування в жаб, але був викритий у фальсифікації та покінчив життя самогубством. У СРСР у 1940-ті — 1960-ті роки домінуючою теорією еволюції був «творчий дарвінізм», одним з постулатом якої була наявність успадкування набутих ознак. Розвінчання політичної сутності вчення Трохима Лисенка значною мірою дискредитувало ідею успадкування набутих ознак.
У 1970-ті — 1980-ті роки австралійський імунолог Едвард Стіл провів дослідження, в якому встановив успадкування набутого імунітету в мишей. Роботи Стіла розкритикували інші науковці, зокрема Пітер Медавар.

## Сучасність
На початку XXI століття низка дослідників в галузі біології проводить паралелі між уявленнями про успадкування набутих ознак та епігенетичними механізмами спадковості, які не зачіпають послідовність нуклеотидів в ДНК.
Зокрема, в 2013 році в експерименті було виявлено, що у нащадків навчених боятися запаху ацетофенону мишей ця ознака зберігалася у двох поколіннях, завдяки зниженню метилювання ДНК промотору гену нюхового рецептора, що сприймає ацетофенон.